# Полицейский из Беверли-Хиллз: Аксель Фоули
«Полицейский из Беверли-Хиллз: Аксель Фоули» (англ. Beverly Hills Cop: Axel F) — американский комедийный боевик 2024 года режиссёра Марка Моллоя. Сценарий написан Уиллом Биллом (по его же сюжету), Томом Гормиканом и Кевином Эттеном. Продолжение  фильма «Полицейский из Беверли-Хиллз 3» (1994) и четвёртая часть одноимённой франшизы. Главную роль исполнил Эдди Мерфи (который также является продюсером), вернувшийся к воплощению персонажа Акселя Фоули, второстепенные — Джадж Рейнхолд, Джон Эштон, Пол Райзер и Бронсон Пинчот (снимавшиеся в предыдущих частях). Новых героев франшизы сыграли Джозеф Гордон-Левитт, Тейлор Пейдж и Кевин Бейкон.
Фильм поступил в разработку в середине 1990-х годов под руководством продюсерской компании Мерфи. На протяжении многих лет к работе присоединялись разные режиссёры и сценаристы, включая дуэт режиссёров Адила Эль Арби и Билала Фаллаха, но затем проект столкнулся с многочисленными проблемами и оказался в производственном аду. В апреле 2022 года Моллой был назначен режиссёром фильма, а производство началось в августе в Калифорнии.
«Полицейский из Беверли-Хиллз: Аксель Фоули» вышел на стриминговом сервисе Netflix 3 июля 2024 года. Фильм получил смешанно-положительные отзывы критиков, которые были самыми высокими со времён оригинальной ленты.

## Сюжет
Аксель Фоули вернулся в Беверли-Хиллз после того, как жизнь его дочери Джейн оказалась под угрозой. Они с Акселем объединяются с её бывшим парнем и его старыми приятелями, Джоном Таггэртом и Билли Роузвудом, чтобы раскрыть заговор.

## В ролях
- Эдди Мерфи — детектив Аксель Фоули, опытный лейтенант полиции из Детройта, штата Мичиган, который часто ездил в Беверли-Хиллз расследовать преступления, в результате которых ранее были ранены или убиты его коллеги и друзья.
- Джозеф Гордон-Левитт — детектив Бобби Эббот
- Тейлор Пейдж — Джейн Сондерс (Фоули), дочь Акселя Фоули
- Джадж Рейнхолд — детектив Уильям «Билли» Роузвуд, бывший напарник Джона Таггэрта по полицейскому управлению Беверли-Хиллз.
- Пол Райзер — детектив Джеффри Фридман, бывший напарник Акселя по полицейскому управлению Детройта. Райзер возвращается к роли спустя 37 лет из фильма «Полицейский из Беверли-Хиллз 2».
- Бронсон Пинчот — Серж. Пинчот возвращается к роли спустя 30 лет из фильма «Полицейский из Беверли-Хиллз 3».
- Кевин Бейкон — капитан Кейд Грант
- Джон Эштон[англ.] — детектив Джон Таггэрт, который уволился из полиции. Эштон возвращается к роли спустя 37 лет из фильма «Полицейский из Беверли-Хиллз 2».
- Марк Пеллегрино — Бек
- Луис Гусман — Чалино Вальдеморо

## Создание
В апреле 2022 года было объявлено, что Марк Моллой станет режиссёром фильма, Эдди Мерфи повторит свою роль Акселя Фоули, а продюсером выступит Джерри Брукхаймер. В сентябре стало известно, что Джадж Рейнхолд, снимавшийся в оригинальной трилогии, вернётся в продолжении. Также в фильме появятся новые персонажи в исполнении Джозефа Гордона-Левитта и Тейлор Пейдж. 29 августа 2022 года фильм получил название «Полицейский из Беверли-Хиллз: Аксель Фоули».

## Релиз
«Полицейский из Беверли-Хиллз: Аксель Фоули» вышел на Netflix 3 июля 2024 года.

## Будущее
21 июня 2024 года Эдди Мерфи и Джерри Брукхаймер объявили, что пятый фильм «Полицейский из Беверли-Хиллз» уже находится в разработке.